# Alfa Romeo 75
Alfa Romeo 75 är en personbil, tillverkad av den italienska biltillverkaren Alfa Romeo mellan 1985 och 1992. 

## Alfa Romeo 75
Alfa Romeo 75 presenterades i maj 1985 och fick sitt namn för att markera jubileumsåret då Alfa Romeo firade 75 år. Precis som sin föregångare Giulietta hade Alfa Romeo 75 motorn längsmonterad framtill och växellådan bak vid differentialen. Denna konstruktion gav en god viktfördelning och tillsammans med avancerade hjulupphängningar fick bilen bra vägegenskaper. Tillsammans med modellsyskonet Alfa Romeo 90 var 75:an de sista familjebilarna från tillverkaren på många år som hade bakhjulsdrift. Efterföljaren 155 delade grundkonstruktionen med Fiat Tipo och var framhjulsdriven med tvärställd motor. Det dröjde sen nästan ett kvartssekel innan Giulia lanserades med bakhjulsdrift 2016.

## Motorer
| Modell                 | Årsmodell | Motor               | Cylindervolym | Effekt | Bränslesystem             | Anm.        |
| ---------------------- | --------- | ------------------- | ------------- | ------ | ------------------------- | ----------- |
| 1.6                    | 1985-90   | 4-cyl radmotor DOHC | 1570 cm³      | 110 hk | Dubbla förgasare          |             |
| 1.8                    | 1985-88   | 4-cyl radmotor DOHC | 1779 cm³      | 120 hk | Dubbla förgasare          |             |
| 2.0                    | 1985-87   | 4-cyl radmotor DOHC | 1996 cm³      | 128 hk | Dubbla förgasare          |             |
| 2.0 TD                 | 1985-92   | 4-cyl radmotor SOHC | 1995 cm³      | 95 hk  | Turbodiesel               |             |
| 2.5 Quadrifoglio Oro   | 1985-87   | 6-cyl V-motor SOHC  | 2492 cm³      | 156 hk | Bränsleinsprutning        |             |
| 1.8 Turbo              | 1986-90   | 4-cyl radmotor DOHC | 1779 cm³      | 155 hk | Bränsleinsprutning, turbo |             |
| 1.8 Turbo Evoluzione   | 1987-91   | 4-cyl radmotor DOHC | 1762 cm³      | 155 hk | Bränsleinsprutning, turbo |             |
| 3.0 V6 America         | 1987-89   | 6-cyl V-motor SOHC  | 2959 cm³      | 188 hk | Bränsleinsprutning        | USA-modell  |
| 2.0 Twin Spark         | 1988-92   | 4-cyl radmotor DOHC | 1962 cm³      | 148 hk | Bränsleinsprutning        | Katalysator |
| 1.6 IE                 | 1989-92   | 4-cyl radmotor DOHC | 1570 cm³      | 107 hk | Bränsleinsprutning        | Katalysator |
| 1.8 IE                 | 1989-91   | 4-cyl radmotor DOHC | 1779 cm³      | 120 hk | Bränsleinsprutning        | Katalysator |
| 2.4 TD                 | 1989-92   | 4-cyl radmotor SOHC | 2393 cm³      | 110 hk | Turbodiesel               |             |
| 3.0 Quadrifoglio Verde | 1990-92   | 6-cyl V-motor SOHC  | 2959 cm³      | 192 hk | Bränsleinsprutning        | Katalysator |

## Motorsport

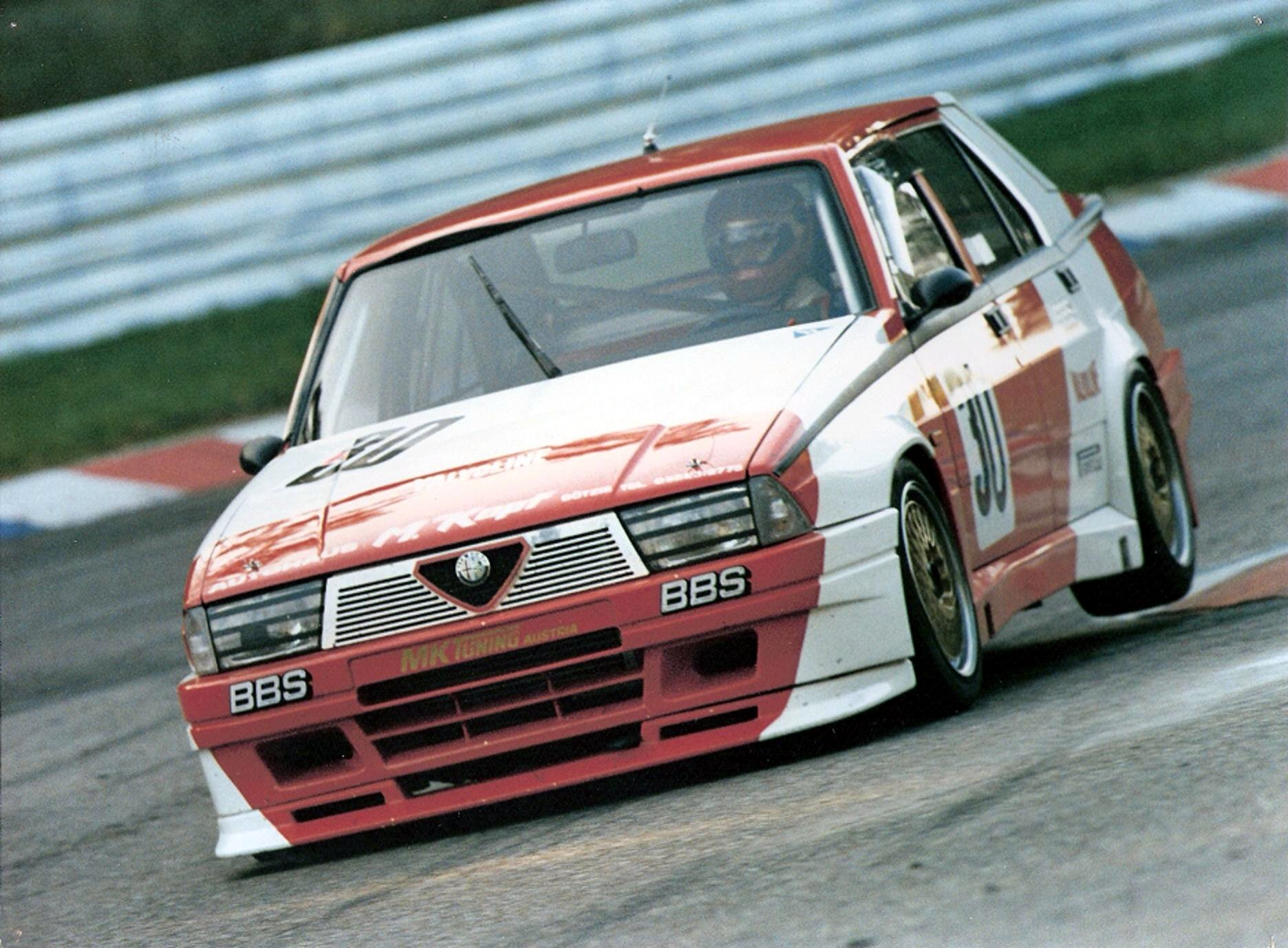
Michael Kopf i sin Alfa 75 Turbo på Nürburgring i DTM 1986.

Alfa 75 ersatte Alfetta GTV6 inom standardvagnsracingen. Första åren användes Busso-sexan som kraftkälla men den ersattes snart av Turbo-modellen. Bilen tävlade bland annat i ETCC och WTCC, i tyska DTM och italienska standardvagnsmästerskapet samt i amerikanska IMSA-serien.